# Zbigniew Eugeniusz Szafrański
Zbigniew Eugeniusz Szafrański – polski egiptolog, wieloletni (1999-2019) kierownik polsko-egipskiej ekspedycji archeologiczno-konserwatorskiej świątyni Hatszepsut w Deir el-Bahari z ramienia Centrum Archeologii Śródziemnomorskiej Uniwersytetu Warszawskiego w Kairze.
Dr Zbigniew Eugeniusz Szafrański zajmuje się badaniami świątyni Hatszepsut od roku 1961. Jest współtwórcą polskiej szkoły archeologii śródziemnomorskiej. Prowadzi prace naukowe we współpracy z Zakładem Archeologii Egiptu i Nubii Instytutu Archeologii Wydziału Historycznego Uniwersytetu Warszawskiego. Jest autorem wielu publikacji naukowych. Zajmuje się również popularyzacją egiptologii i archeologii śródziemnomorskiej.